# Zohya Dahmani
Zohya Dahmani es una deportista francesa que compitió en lucha libre. Ganó una medalla de plata en el Campeonato Mundial de Lucha de 1994, en la categoría de 57 kg.

## Palmarés internacional
| Campeonato Mundial | Campeonato Mundial | Campeonato Mundial | Campeonato Mundial |
| Año                | Lugar              | Medalla            | Categoría          |
| ------------------ | ------------------ | ------------------ | ------------------ |
| 1994               | Sofía (Bulgaria)   | Medalla de plata   | 57 kg              |